# Eve Muirhead
Pour les articles homonymes, voir Muirhead.
Eve Muirhead, née le 22 avril 1990 à Perth, est une joueuse écossaise de curling, et plus précisément la capitaine des équipes d’Écosse et de Grande-Bretagne de curling de 2010 à 2022. Son père, Gordon, a représenté la Grande-Bretagne aux Jeux olympiques de 1992 en curling et a terminé cinquième. Ses deux frères, Glen et Thomas, jouent aussi au curling, ayant respectivement déjà joué pour l'Écosse et représenté le Royaume-Uni aux Jeux olympiques de la Jeunesse à Innsbruck en 2012.
Eve Muirhead, qui dispute ses premiers Jeux olympiques en tant que skip de l'équipe britannique à l'âge de 19 ans à  Vancouver en 2010, devient en 2013 la plus jeune capitaine à être titré championne du monde de curling avec l’Écosse. Elle devient entraîneuse de l'équipe mixte aux championnats d'Europe puis en 2014 elle retrouve son équipe habituelle pour représenter la Grande-Bretagne aux Jeux olympiques de Sotchi où elles remportent la médaille de bronze.
Porte drapeau de la Grande-Bretagne (en compagnie de Dave Ryding) lors de la cérémonie d'ouverture des Jeux de Pékin 2022 à sa quatrième participation à l'édition hivernale; elle mène deux semaines plus tard son équipe à la médaille d'or, remportée le 20 février en finale face au Japon. Deux mois plus tard, elle remporte à Genève avec Bobby Lammie le titre mondial du double mixte. 
Championne olympique, d'Europe et du monde en titre, elle annonce au mois d'août 2022 sur les réseaux sociaux sa décision de prendre sa retraite sportive.

## Équipes
Championnats du monde Junior
| Saison  | Skip         | Troisième    | Seconde           | Lead            |
| ------- | ------------ | ------------ | ----------------- | --------------- |
| 2006–07 | Sarah Reid   | Eve Muirhead | Barbara McFarlane | Sarah MacIntyre |
| 2007–08 | Eve Muirhead | Kerry Barr   | Vicki Adams       | Sarah MacIntyre |
| 2008–09 | Eve Muirhead | Anna Sloan   | Vicki Adams       | Sarah MacIntyre |
| 2010–11 | Eve Muirhead | Anna Sloan   | Vicki Adams       | Rhiann Macleod  |

Championnats d'Écosse
| Saison | Skip         | Troisième       | Seconde      | Lead            |
| ------ | ------------ | --------------- | ------------ | --------------- |
| 2009   | Eve Muirhead | Karen Addison   | Rachel Simms | Anne Laird      |
| 2010   | Eve Muirhead | Jackie Lockhart | Kelly Wood   | Lorna Vevers    |
| 2012   | Eve Muirhead | Anna Sloan      | Vicki Adams  | Claire Hamilton |
| 2013   | Eve Muirhead | Anna Sloan      | Vicki Adams  | Claire Hamilton |
| 2015   | Eve Muirhead | Anna Sloan      | Vicki Adams  | Sarah Reid      |
| 2016   | Eve Muirhead | Anna Sloan      | Vicki Adams  | Sarah Reid      |
| 2017   | Eve Muirhead | Anna Sloan      | Vicki Adams  | Lauren Gray     |

Championnats d'Europe
| Saison  | Skip         | Troisième       | Seconde      | Lead            |
| ------- | ------------ | --------------- | ------------ | --------------- |
| 2009–10 | Eve Muirhead | Jackie Lockhart | Kelly Wood   | Lorna Vevers    |
| 2010–11 | Eve Muirhead | Kelly Wood      | Lorna Vevers | Anne Laird      |
| 2011–12 | Eve Muirhead | Anna Sloan      | Vicki Adams  | Claire Hamilton |
| 2012–13 | Eve Muirhead | Anna Sloan      | Vicki Adams  | Claire Hamilton |
| 2013–14 | Eve Muirhead | Anna Sloan      | Vicki Adams  | Claire Hamilton |
| 2014–15 | Eve Muirhead | Anna Sloan      | Vicki Adams  | Sarah Reid      |
| 2015–16 | Eve Muirhead | Anna Sloan      | Vicki Adams  | Sarah Reid      |

Championnats du Monde
| Saison  | Skip         | Troisième     | Seconde       | Lead            |
| ------- | ------------ | ------------- | ------------- | --------------- |
| 2008–09 | Eve Muirhead | Karen Addison | Rachael Simms | Anne Laird      |
| 2009–10 | Eve Muirhead | Kelly Wood    | Lorna Vevers  | Anne Laird      |
| 2011–12 | Eve Muirhead | Anna Sloan    | Vicki Adams   | Claire Hamilton |
| 2012–13 | Eve Muirhead | Anna Sloan    | Vicki Adams   | Claire Hamilton |
| 2013–14 | Eve Muirhead | Anna Sloan    | Vicki Adams   | Claire Hamilton |
| 2014-15 | Eve Muirhead | Anna Sloan    | Vicki Adams   | Sarah Reid      |
| 2015-16 | Eve Muirhead | Anna Sloan    | Vicki Adams   | Sarah Reid      |
| 2016-17 | Eve Muirhead | Anna Sloan    | Vicki Adams   | Lauren Gray     |

Jeux Olympiques
| Saison | Skip         | Troisième       | Seconde        | Lead            |
| ------ | ------------ | --------------- | -------------- | --------------- |
| 2010   | Eve Muirhead | Jackie Lockhart | Kelly Wood     | Lorna Vevers    |
| 2014   | Eve Muirhead | Anna Sloan      | Vicki Adams    | Claire Hamilton |
| 2018   | Eve Muirhead | Anna Sloan      | Vicki Adams    | Lauren Gray     |
| 2022   | Eve Muirhead | Vicky Wright    | Jennifer Dodds | Hailey Duff     |